# Natsuki Kizu
Natsuki Kizu (キヅナツキ, Kizu Natsuki, 14 de juliol de 1992), és una dibuixant de manga japonesa. És coneguda principalment per la seva sèrie de manga shonen-ai, Given.
Va debutar en la indústria del manga el 2013, amb Yukimura-sensei to Kei-kun, seguida per la seva obra amb èxit, Given, que ha estat adaptada en CDs de drama i en una sèrie de televisió animada. El 2014 va publicar una col·lecció d'històries curtes titulada Links.

## Obres
- Yukimura-sensei to Kei-kun (雪村せんせいとケイくん) (2013, finalitzada)[3]
- Links (リンクス) (2014, finalitzada)[4]
- Given (ギヴン) (2013-present)[5]